# Renato Balduzzi

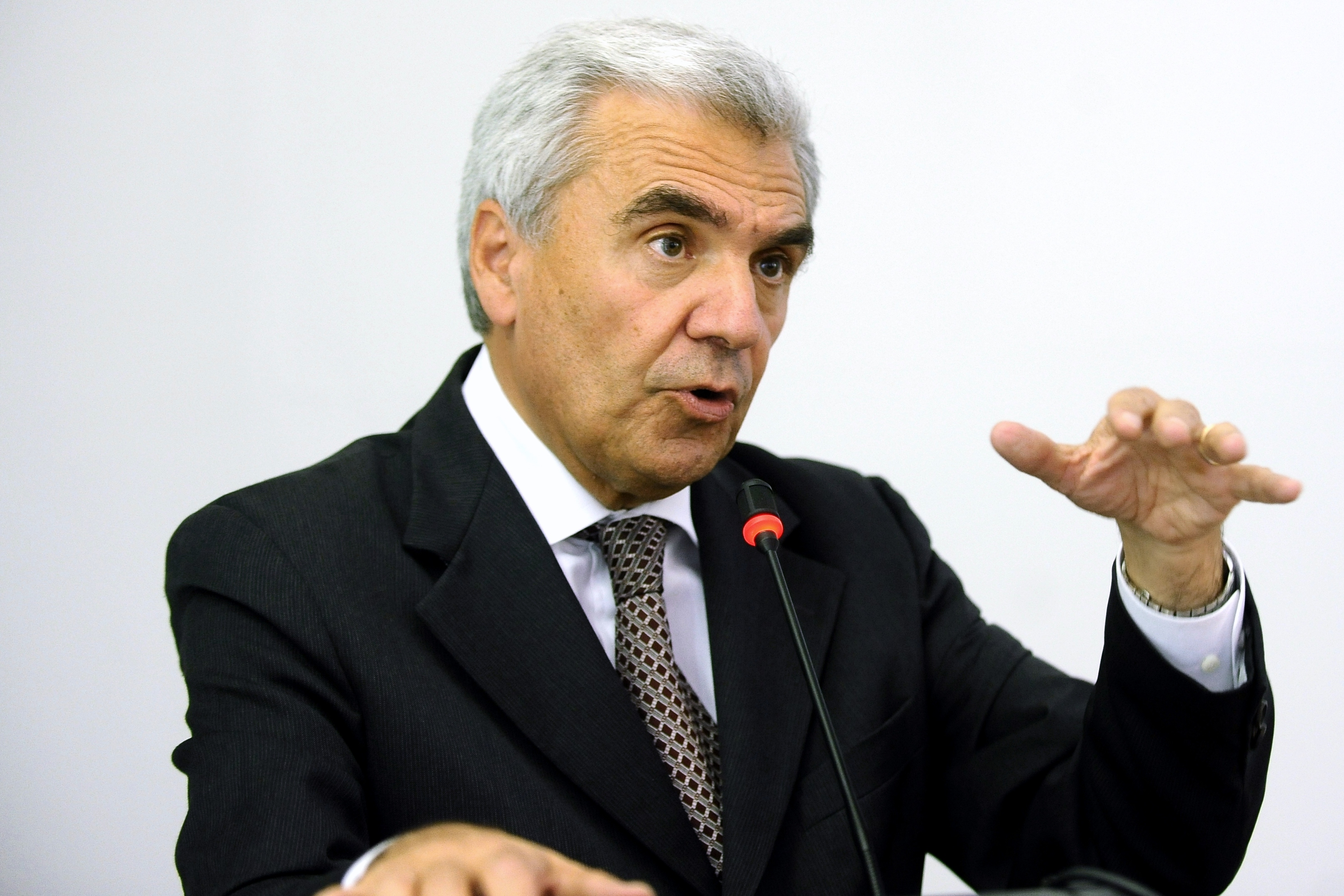
Renato Balduzzi

Renato Balduzzi (* 12. Februar 1955 in Voghera) ist ein italienischer Rechtswissenschaftler und Politiker der Scelta Civica. Er war vom 16. November 2011 bis zum 28. April 2013 italienischer Gesundheitsminister in der Regierung von Mario Monti.

## Leben
Renato Balduzzi graduierte 1979 in Rechtswissenschaften an der Universität von Genua. Er wurde mit der Arbeit "Il controllo della Corte dei conti sui decreti-legge e sui decreti delegati" (Die Kontrolle des Rechnungshofs über Gesetze und Verordnungen) bei Lorenzo Acquarone zum Dr. iur. promoviert. Er war 1981 bis 1982 Wissenschaftlicher Mitarbeiter in einer Studie für Verfassungsrecht an der Europäischen Kommission bei Federico Sánchez und von 1985 bis 1986 über vergleichendes Verfassungsrecht an der Universität Paris-Nanterre bei Michel Troper. An der Università del Piemonte Orientale ist er seit Professor für Verfassungsrecht. Seit 2008 ist er Koordinator des Doktorandenkollegs über lokale Autonomien, öffentliche Dienste und Bürgerrechte (DRASD; www.drasd.unipmn.it); seit 2007 Direktor des Centro di eccellenza interfacoltà di servizi per il management sanitario (CEIMS; www.ceims.unipmn.it).

## Wirken
Er war juristischer Berater des Verteidigungsministeriums (1989–1992), Gesundheitsministeriums (1996–2000) und Familienministeriums (2006–2008). Von 1997 bis 1999 war er Leiter des Büros des Ministeriums für Gesundheit. Zudem hatte er den Vorsitz im interministeriellen Ausschuss für die Gesundheitsreform inne. Seit 2009 ist er Vorsitzender der Evaluation des Universitätsklinikums "Maggiore of Charity" in Novara und seit 2006 Vorsitzender im Lenkungsausschuss des Universitätsklinikums Policlinico St. Orsola-Malpighi Hospital, Bologna. Er ist seit 2007 Präsident der Age.Na.S. – Agenzia Nazionale per i Servizi Sanitari Regionali.
Von 2002 bis 2009 war er Präsident der katholischen Movimento Ecclesiale di Impegno Culturale (MEIC) und vertritt derzeit dessen Interessen bei Pax Romana ICMICA.
Renato Balduzzi ist Mitglied verschiedener Wissenschaftlicher Beiräte von Fachzeitschriften. Seit 2003 ist er Leiter der zweimal im Monat erscheinenden Zeitschrift Coscienza. Von 1989 bis 1992 gab er die Kulturzeitschrift Nuova politeia heraus.